# Crow (språk)
Crow eller Apsáalooke är ett siouxspråk som talas av kråkindianer i främst Montana. Drygt 4 000 personer talade 1990 crow.
Språket är nära besläktat med hidatsa.